# Mikkeli
Mikkeli (en suec Sankt Michel) és un municipi de Finlàndia i la capital de la regió de Finlàndia de l'est. Foma part de la regió històrica de Savònia del Sud. El gener del 2012 el municipi tenia 48.952 habitants (al voltant de 34.000 a la ciutat mateixa)
Mikkeli va ser el quarter general de les forces armades finlandeses durant la Segona Guerra Mundial.
Se situa a 500 m del llac Saimaa i hi ha altres llacs al municipi.
Compta amb un aeroport no internacional i estació de ferrocarril.

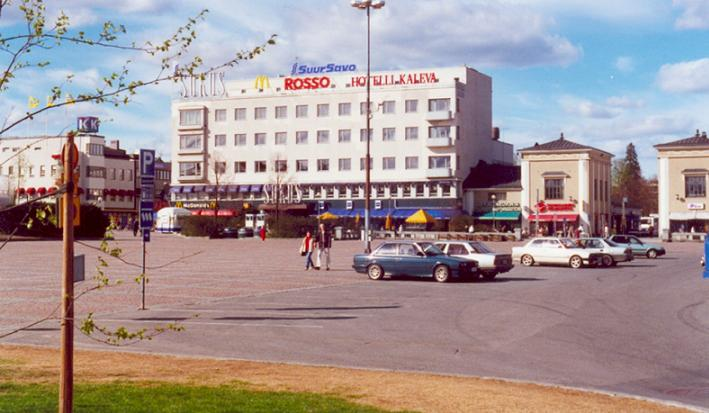
Centre urbà de Mikkeli

La Universitat de ciències aplicades dona feina a 400 persones a temps complet, i a 900 més a temps parcial. La ciutat també compta amb fàbriques de paper, impremtes i agricultura. Mikkeli és el centre turístic dels llacs finlandesos i té molta vida nocturna.

## Ciutats agermanades
Mikkeli manté una relació d'agermanament amb les següents ciutats:
- Békéscsaba (Hongria), des del 1981
- Molde (Noruega)
- Vejle (Dinamarca)
- Luga (Rússia)
- districte d'Ostholstein (Alemanya)
- Shaoxing (Xina)
- Borås (Suècia)